# Pryjutne
Pryjutne (ukr. Приютне) – wieś na Ukrainie, w obwodzie zaporoskim, w rejonie połohowskim. W 2021 liczyła 323 mieszkańców.